# Przejście graniczne Chałupki-Paseky
Przejście graniczne Chałupki-Paseky – polsko-czechosłowackie przejście graniczne małego ruchu granicznego w województwie śląskim, powiecie raciborskim, gminie Krzyżanowice, w miejscowości Chałupki, zlikwidowane w 1985.

## Opis
Przejście graniczne małego ruchu granicznego Chałupki-Paseky – III kategorii zostało utworzone 13 kwietnia 1960. Dopuszczony był ruch osób i środków transportu na podstawie przepustek w związku z przewozem buraków cukrowych w celu ich przerobu, a także w związku z przewozem wytworzonych z nich produktów. Otwierane było po wzajemnym uzgodnieniu umawiających się stron. Osoby przekraczające granicę w tym przejściu mogły przenosić lub przewozić tylko te przedmioty, które zgodnie z Konwencją lub przepisami wydanymi na jej podstawie nie wymagały zezwolenia na wywóz lub przywóz oraz zwolnione były od cła i innych opłat. Odprawę graniczną i celną wykonywały organy Wojsk Ochrony Pogranicza. Kontrolę graniczną i celną osób, towarów oraz środków transportu wykonywała Strażnica WOP Chałupki.
Formalnie przejście graniczne zostało zlikwidowane 24 maja 1985.